# ناحیه امور، شهرستان اتر تالی، مینه‌سوتا
شهرستان امور، بخش اتر تالی، مینه‌سوتا (به انگلیسی: Amor Township, Otter Tail County, Minnesota) یک منطقهٔ مسکونی در ایالات متحده آمریکا است که در مینه‌سوتا واقع شده‌است.

## خصوصیات
شهرستان امور ۹۱٫۱ کیلومترمربع مساحت و ۵۵۸ نفر جمعیت دارد و ۴۱۳ متر بالاتر از سطح دریا واقع شده‌است.